# Anthony Giddens
Anthony Giddens, Baron Giddens (født 8. januar 1938) er en britisk sociolog, som har været en vigtig ideologisk inspirator for New Labour, idet han formulerede den «tredje vej», som repræsenterer en fornyelse af Labour, det engelske socialdemokrati, og Danmarks.
Han er især kendt for sin strukturationsteori og for sit holistiske syn på det moderne samfund. Han anses for at være en af de mest prominente nyere bidragydere inden for sociologi. Han har udgivet 34 bøger på mere end 29 sprog. Han er beskrevet som Storbritanniens mest berømte samfundsvidenskabelige forsker siden John Maynard Keynes.

## Biografi
Giddens er født og opvokset i Edmonton i London. Han var den første i sin familie, som kom på universitetet. Han fik sin første akademiske titel fra Hull University i 1959. Fra 1961 underviste han på University of Leicester i socialpsykologi. På universitetet i Leicester mødte han den tyske sociolog Norbert Elias og begyndte her at finde sit teoretiske ståsted.
I 1969 fik han en stilling ved University of Cambridge, hvor han var med til at etablere The Social and Poltical Sciences Committee (SPS) – en enhed under det økonomiske fakultet.
Han fik en kandidatgrad fra London School of Economics og en Ph.d-grad fra University of Cambridge i 1974.

## Giddens tre perioder
Giddens akademiske karriere kan deles i tre perioder. 

I den første periode udviklede han en vision for moderne sociologi, hvor han præsenterede en teoretisk og metodisk forståelse af sociologiens område ved kritisk omformulering af den klassiske sociologi. Hans mest anerkendte værker fra denne periode er Capitalism and Modern Social Theory (1971) og New Rules of Sociological Method (1976).

I Giddens anden periode udviklede han strukturationsteorien, som er en analyse af begreberne agent og struktur, hvor han forsøger at overskride den spænding, der eksisterer mellem individ og samfund. Central Problems in Social Theory (1979) og The Constitution of Society (1984) er hans hovedværker og bragte ham international anerkendelse. 

I den tredje periode har Giddens haft fokus på modernitet, globalisering og politik, især med fokus på modernitetens indflydelse på det sociale og private liv. Perioden afspejler hans kritik af postmodernisme og fremlægger en ny "utopisk-realistisk" "tredje vej" inden for politik, hvilket han blandt andet skriver om i Consequence of Modernity (1990), Modernity and Self-Identity (1991), The Transformation of Intimacy (1992), Beyond Left and Right (1994), The Third Way og på dansk Europa i Globaliseringens Tidsalder (2007).

### Samfundets skabelse
Giddens skelner her mellem natur og samfund, idet han hævder, at naturen eksisterer uafhængigt af menneskets viden, og den følger sine egne lovmæssigheder. Samfundet er derimod produceret af mennesket og kan ikke eksistere uafhængigt af mennesket.  Denne forudsætning ligger i forlængelse af den klassiske sociologi, men anfægtes bl.a. af Niklas Luhmanns systemteori.
Moderniteten skabes gennem refleksivt anvendt viden, og står derfor i modsætning til de præmoderne samfundstypers handlingsregulering, hvor vægten var lagt på at afklare traditioner og fastlægge ritualer. Sociologien er i sig selv en følge af moderniteten:
"Sociologiens diskurs og begreber, teorier og resultater fra de andre samfundsvidenskaber "cirkulerer" kontinuerligt ud og ind af det, de beskriver. Gennem dette restrukturer de refleksivt deres genstandsfelt, som i sig selv har lært at tænke sociologisk. Moderniteten er selv dybt og grundlæggende sociologisk." 

### Modernitet og selvidentitet
Her hævder Giddens, at moderniteten er præget af en institutionel refleksivitet, som underminerer traditionelle vaner og skikke. Institutionerne er under global påvirkning og samspillet skaber såvel forandringer i de samfundsmæssige institutioner som i hverdagsliv, personlighed, identitet og intime relationer. Som følge heraf bliver selvet et refleksivt projekt, som består i at opretholde sammenhængene, men konstant revidere de biografiske fortællinger, dvs. en positiv selvbiografi.
De svækkede traditioner tvinger individerne til at træffe egne valg af livsstil, og disse valg bliver stadig vigtigere i opretholdelsen af selvidentitet. I den daglige aktivitet ses konsekvenserne af de skiftende valgsituationer.  I en overordnet sammenhæng ses konsekvenserne som nye risici på globalt plan. 

### Globalisering
I Europa i globaliseringens tidsalder argumenterer Anthony Giddens for, at de europæiske staters velfærdsmodeller kun kan overleve, hvis de gennemløber en række nødvendige reformer. Disse reformer skal imødegå de globale udfordringer til økonomien og de interne problemer i landene.  Forandringerne er en forudsætning for at kunne skabe økonomisk omfordeling med social balance og kan kun sikres gennem en styrkelse af EUs institutioner. 

## Adskillelse af tid og rum
Dette begreb er et af Anthony Giddens kendemærker. Ophævelsen af tid og rum tager udgangspunkt i Marshall McLuhans teori om den globale landsby. De mener begge, at den informationsteknologiske revolution vil gøre verden mindre ved hjælp af international kommunikation .
Ophævelsen af tid og rum er altså et begreb, der kan bruges til at forstå nutidens muligheder inden for elektronik og kommunikation. Afstanden blev nedbrudt, og derved ophæves forståelsen af tid og rum. Vi får videregivet vigtig information på sekunder; vi er altid opdateret og tilstedeværende i internationale hændelser: Vi er ikke længere kun danske borgere. Vi er også borgere i et globalt samfund.

## Dansk introduktion
Der foreligger en grundig dansk introduktion til Giddens' begreber. Her sættes Giddens produktion ind i en historisk sammenhæng, lige som Lars Bo Kaspersen søger en kritisk indfaldsvinkel til Giddens' betydning som sociolog.